# 각서
각서(覺書)는 각서란 법률행위에 대해 간단하게 요점만 특정하는 형식으로 작성되는 문서를 말한다. 즉, 약속을 지키겠다는 내용을 적은 문서이다. 다른 문서(예:계약서)는 당사자 쌍방의 서명날인이 필요하지만, 각서는 통상 채무자의 서명날인만 존재하는 것이 흔하다.
군사법원에 부하여 그 해석, 보족을 정하며 제외례를 두고 또는 자국의 희망이나 의견을 말할 때 쓰인다. 형식에 따라 노트(note), 버벌 노트(verbal note), 메모랜덤(memorandom)으로 나눈다. 보통 각서는 메모랜덤이라고 일컬어지는데, 이것은 단지 사실이나 토의를 요약한 것이다. 각서는 공증을 받지 않는 한 법률적 효력이 없다.

## 같이 보기
- 계약서
- 위임장